# Фазлич, Ясна
Ясна Фазлич (босн. Jasna Fazlić, в замужестве взявшая фамилию Разер англ. Rather; род. 20 декабря 1970, Фоча) — югославская и американская спортсменка, игрок в настольный теннис, выступавшая на четырёх Олимпийских играх: в 1988 году в Сеуле, в 1992 году в Барселоне, в 2000 году в Сиднее и в 2004 году в Афинах.

## Карьера
В 1988 году она выиграла бронзовую медаль для Югославии в женском парном разряде вместе с Горданой Перкучин. Четыре года спустя она выступала в качестве независимой олимпийской участницы. В 2000 и 2004 годах она выступала за США.
В паре с Горданой Перкучин она стала чемпионкой Европы на чемпионате Европы 1992 года в Штутгарте.

## Тренер
С 2006 года она является главным тренером по настольному теннису в Техасском Уэслианском университете. С момента запуска программы настольного тенниса команда вернула Техасу 69 студенческих национальных титулов в командных, одиночных и парных соревнованиях.

## Личная жизнь
Ясна прожила в Загребе большую часть своего детства и юности. С 1992 по 1997 год была замужем за Илией Лупулеску. После расставания с Лупулеску в 1996 году она некоторое время играла в Японии, а затем переехала в США. После развода она официально сменила имя на Рид. Ясна вышла замуж 20 августа 2009 года за Уильяма Разера IV и сменила фамилию на Разер. У Ясны и Уильяма есть дочь Изабель, которая родилась 18 декабря 2011 года.